# Ланчанське диво

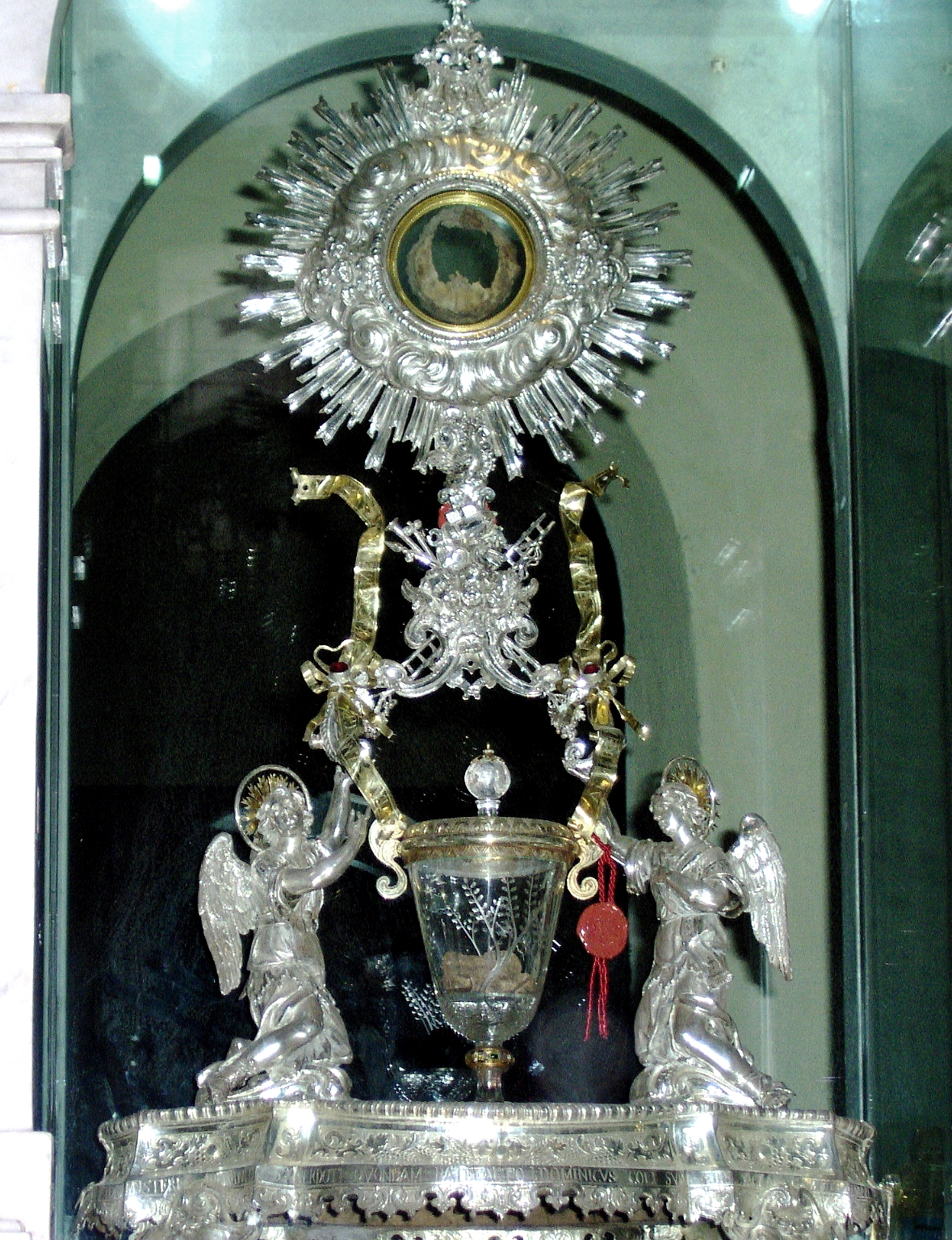
Дароносиця XVIII століття церкви Святого Франциска (Ланчано) з реліквіями

У католицизмі Диво Ланчано — це євхаристійне диво, яке, як вважається, сталося у восьмому столітті в місті Ланчано, Італія. Згідно з традицією, монах, який сумнівався в реальній присутності Христа в Євхаристії, виявив, коли він сказав присвячувати слова на месі, що хліб та вино змінюються на плоть і кров.

## Історія
Перший доказ з цього питання, починаючи з 1574 року, не вказує точний рік, в якому це сталося, але деякі історичні обставини дозволяють розміщувати його в хронологічному порядку між 730 і 750 роками. Візантійський імператор Лев III Ісавр, який царював 717 до 741 року, проводив сувору політику в відношенні релігійних образів, і приймає в 730 році едикт, що передбачав їх повне знищення. Мозаїки та фрески були знищені молотком, ікони кинуті у вогонь та загинуло декілька грецьких ченців. Як наслідок, багато релігійних, зокрема багато ченців-василіян, знайшли притулок в Італії.
Одного разу, коли ченці святкували месу в церкві святих Легонзяно і Доміціана в Ланчано, його захопили сумніви щодо справжньої присутності Ісуса у хлібі та у вині. Джерела того часу не передавали особу священика, уточнюючи лише, що це релігія візантійського обряду, що належить до ордену василіян.  У документі 1631 року Описується священик як «непохитний у вірі, грамотний у науках світу, але неосвічений у Божих; він ходив день у день сумніваючись, чи є в посвяченому хлібі справжнє Тіло Христове і так у вині була справжня Кров». Після того, як він вимовив слова освячення, згідно традиції, хліб був перетворений на шматочок м'яса, що кровоточить, а вино перетворилося на кров, згодом згортаючись на п'ять грудочок різної величини. Потім священик повідомив присутніх у церкві вірних про те, що сталося.
Мощі були закриті срібною та слоновою кіркою, поміщеними в скинію праворуч від головного вівтаря. У 1566 році, боячись, що турки можуть їх осквернити, їх обнесли в маленьку капличку. З 1636 році мощі були захищені замкненою решіткою з кованого заліза.  У 1713 році були реалізовані дароносиця і чашею в кристалі школи неаполітанської, в протягом якого хост і кров до сих пір збереглися. У 1902 року монстранція була розміщена всередині мармурової споруди, збудованої над високим вівтарем.